# Kyle Porter
Pour les articles homonymes, voir Porter.
Kyle Porter, né le 19 janvier 1990 à Toronto, est un joueur international canadien de soccer jouant au poste d'attaquant au Scrosoppi FC en League1 Ontario.

## Biographie

### Parcours en club
À l'occasion d'un essai avec le D.C. United, Porter inscrit un but contre l'Impact de Montréal lors de la Classique de Walt Disney. Le 23 février 2013, il convertit cet essai en paraphant un contrat avec le club de Washington.

### Parcours en sélection
Porter est appelé à la dernière minute pour disputer la Gold Cup 2013 en remplacement de Nana Attakora qui est blessé.